# Линкольн в бардо
«Линкольн в бардо» (англ.  Lincoln in the Bardo) — экспериментальный роман американского писателя Джорджа Сондерса, вышедший в 2017 году. Это первый «длинный» роман Сондерса (до этого он писал преимущественно рассказы и эссе), объявленный газетой New York Times 5 марта 2017 года бестселлером недели.
Действие романа происходит в течение одной ночи 20 февраля 1862 года, в момент кончины Уильяма, сына президента США Авраама Линкольна и после неё, и развёртывается преимущественно в бардо — промежуточном состоянии между началом умирания и отделением души от тела.
Роман «Линкольн в бардо» получил признание литературных критиков и был удостоен Букеровской премии 2017 года.

## Замысел и подготовка
Замысел романа возник у Сондерса под влиянием рассказа двоюродного брата его жены о поведении Линкольна после смерти сына — в частности, упоминания о том, что Линкольн неоднократно посещал склеп Уильяма на кладбище Оук-Хилл в Джорджтауне и прикасался к телу покойного,что подтверждено рядом других источников.
В марте 2017 года Сондерс подробно рассказал о предыстории и концепции своего романа:

Много лет назад, когда мы посетили Вашингтон, округ Колумбия, двоюродный брат моей жены указал нам склеп на холме и упомянул, что в 1862 году, когда Авраам Линкольн был президентом, его любимый сын Уильям умер и был временно похоронен в этом склепе, а убитый горем Линкольн, по сообщениям газет того времени, несколько раз заходил в склеп, чтобы прикоснуться к телу мальчика. У меня в голове спонтанно возник образ, объединявший Мемориал Линкольну и Пьету. Этот образ был со мной в течение следующих 20 с лишним лет, но я слишком боялся воплотить то, что казалось мне таким глубоким. Наконец, в 2012 году, заметив, что я не становлюсь моложе, я подумал, что вовсе не хочу, чтобы на моём надгробном камне появилась надпись «Боясь создать страшный художественный проект, он слишком долго ждал», я решил проработать свой замысел пока как исследовательский проект, без каких-либо обязательств. Мой роман «Линкольн в бардо» — результат этой попытки […]— https://www.theguardian.com/books/2017/mar/04/what-writers-really-do-when-they-write
О замысле романа Сондерс впервые сообщил в интервью «Нью-Йорк таймс» в 2015 году с писательницей Дженнифер Иган, заявив, что в романе будет «элемент сверхъестественного», но в целом произведение «останется историческим». Название романа впервые прозвучало в беседе Сондерса со Сьюзан Сарандон, опубликованной в журнале Interview в апреле 2016 года. В том же месяце анонс книги был опубликован на сайте издательства Random House.
Во время работы над романом Сондерс изучил большое количество источников о жизни Авраама Линкольна и гражданской войне, в частности, «Патриотическую кровь» Эдмунда Уилсона (1962), чтобы получить «необходимые исторические факты», отрывки из некоторых источников он использовал в романе. Наряду с подлинными источниками Сондерс использовал и вымышленные.

## Воплощение
Действие большей части романа развёртывается в бардо — состоянии, описанном в буддизме как набор неких «промежуточных состояний» (буквально, «между двумя»), в котором имеется и «Бардо Процесса Умирания» (Chikhai bardo) — интервал между моментом начала умирания, и моментом, когда имеет место разделение ума и тела. В описании Сондерса «призраки», обитающие в бардо, «изуродованы желаниями, которые они не осуществили, пока были живы», и им угрожает постоянное улавливание в ограниченном пространстве. Они не знают, что уже умерли, воспринимая пространство как свой «больничный двор», а свои гробы как «больничные палаты».
Сондерс отмечал, что, хотя и назвал роман термином из тибетского буддизма, он также включил в него элементы христианских и древнеегипетских представлений о загробной жизни, чтобы не быть «слишком буквальным». Выбор слова «бардо», по его словам, «частично помог предостеречь читателя от многих предубеждений … в книге о загробной жизни, а также разрушить все существующие представления настолько, насколько вы способны».

## Отзывы критиков
По оценкам американского литературного журнала Bookmarks из 42 отзывов критиков на роман «Линкольн в бардо», только 3 содержали смешанные оценки, что указывает на «восторженный» приём со стороны критики. Писатель Колсон Уайтхед в статье в «Нью-Йорк Таймс» назвал книгу Сондерса «блестящим подвигом щедрости и гуманизма». Некоторые критики
сравнили роман со знаменитым сборником стихов Эдгара Ли Мастерса «Антология Спун-Ривер» (Spoon River Anthology, 1915) — собранием поэтических эпитафий, повествующих о судьбах жителей провинциального городка.